# Christian Joachim
Christian Joachim (mort après 1750) est un facteur d'orgue allemand élève d'Arp Schnitger et constructeur d'orgue à Halle.
Joachim est originaire de Schafstätt (près de Halle) et reste neuf ans compagnon auprès d'Andreas Theissner pour apprendre le métier puis trois ans auprès d'Arp Schnitger. Il acquiert les droits civiques à Halle en 1709 et y travaille comme vérificateur d'orgue jusqu'en 1748. Il a pour élève Heinrich Andreas Contius qui reprend le poste de Joachim en 1748 et devient un important facteur d'orgue de la région balte à partir de 1762.

## Réalisations
| Année   | Lieu           | Églisee             | Image | Manuel | Registre | Remarques             |
| ------- | -------------- | ------------------- | ----- | ------ | -------- | --------------------- |
| 1714–15 | Halle-Neumarkt | St. Laurentius      |       |        |          | Création              |
| 1715    | Lettin         | St. Wenzel          |       |        |          | Création d'un positif |
| 1715–16 | Diemitz        | Johannes der Täufer |       |        | 6        | Création              |
| 1718–19 | Teicha         | St. Mauritius       |       |        | 11       | Création              |